# Willie D. Burton
Willie D. Burton (Tuscaloosa) é um sonoplasta estadunidense. Venceu o Oscar de melhor mixagem de som na edição de 1989 por Bird, com Les Fresholtz, Dick Alexander e Vern Poore e na edição de 2007 por Dreamgirls, ao lado de Bob Beemer e Michael Minkler.